# Mannelli

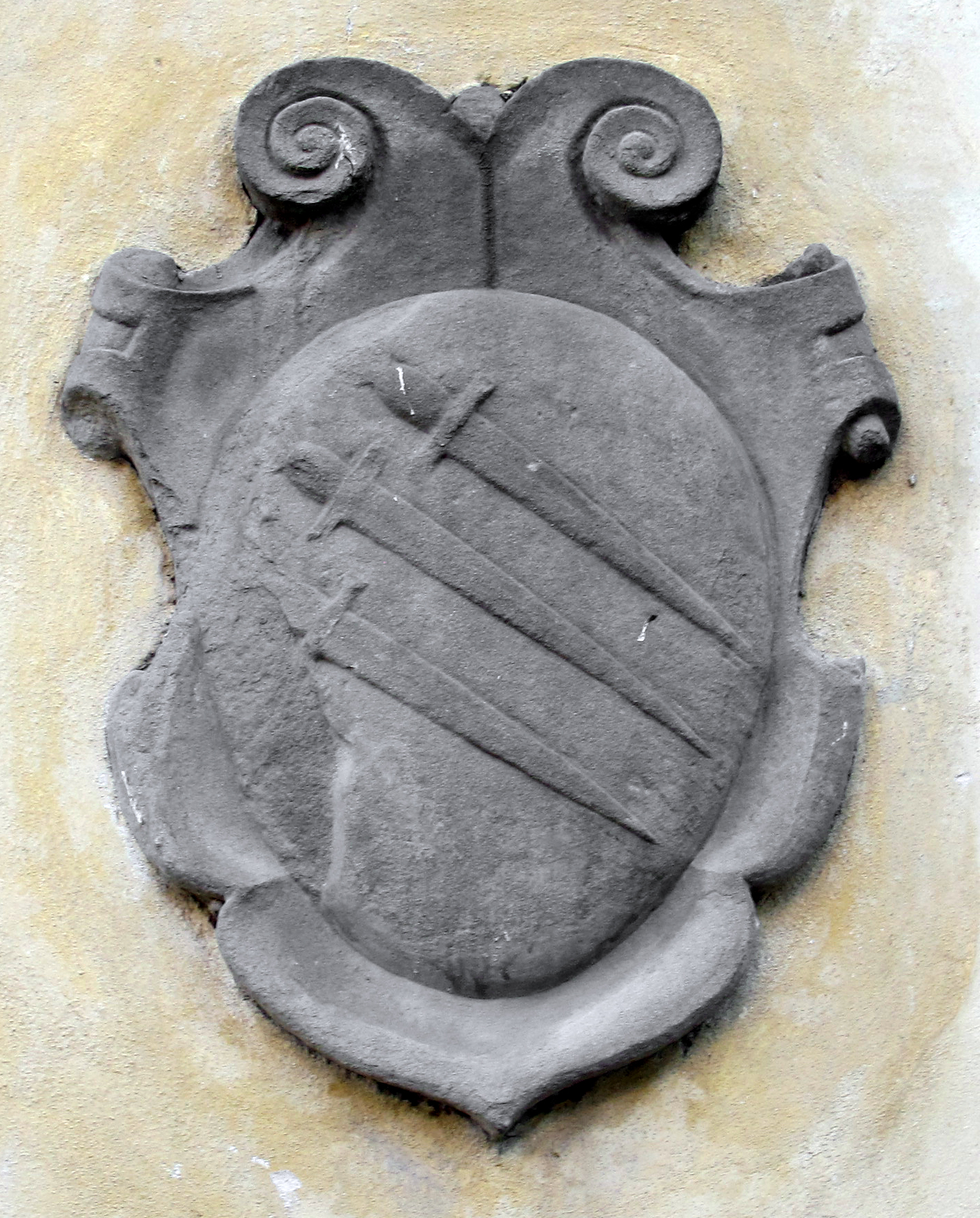
Lastra a Signa, Palazzo del podestà, stemma dei Mannelli: di rosso, a tre spade basse d'argento poste in banda e ordinate in sbarra.

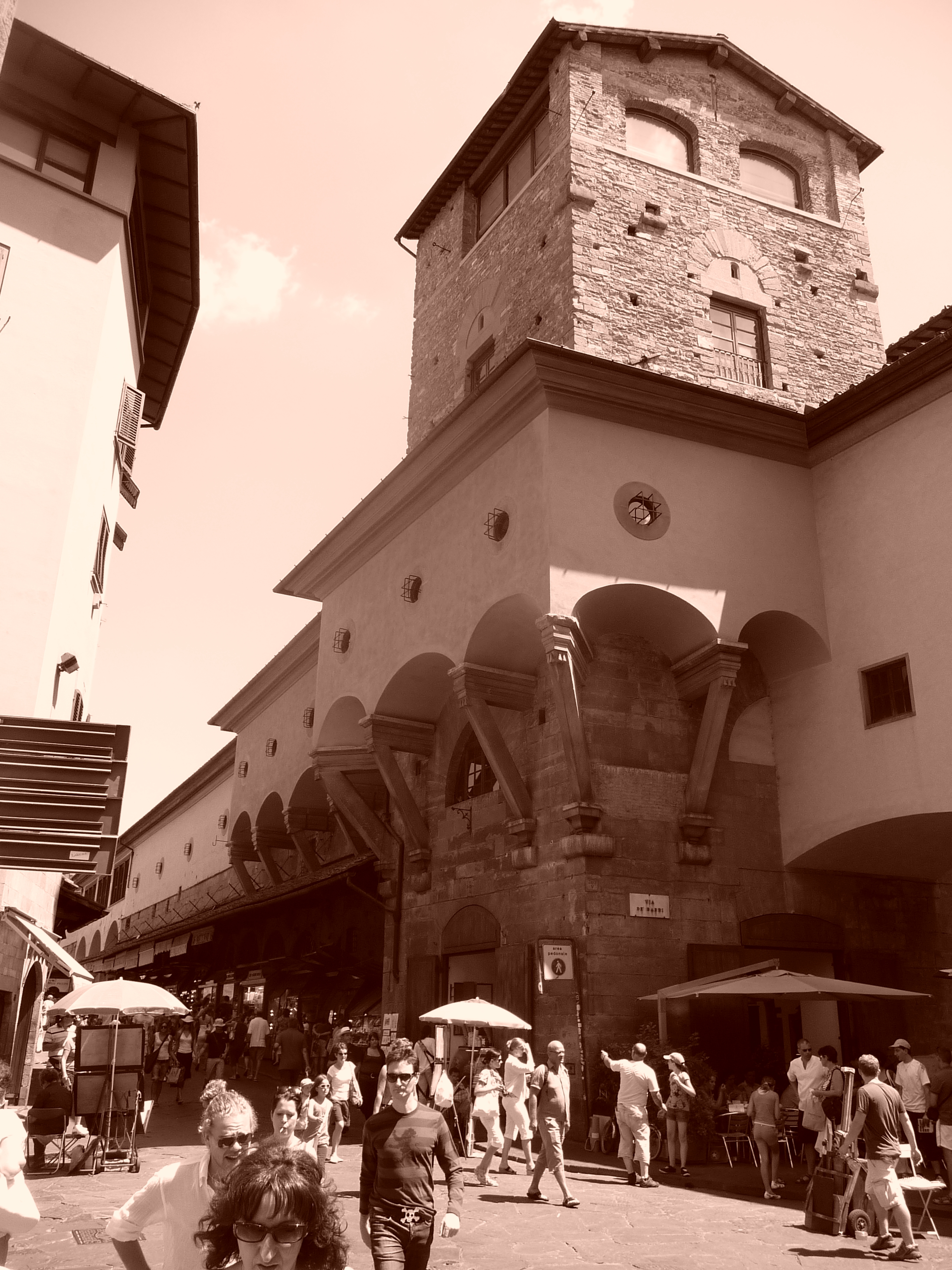
La torre dei Mannelli

La famiglia Mannelli è una famiglia patrizia di Firenze.

## Storia
La famiglia è nota fin dal 1204, quando si insediò nel sesto di "Oltrarno", ovvero sulla riva sinistra del fiume Arno. In particolare le loro case si trovavano nell'odierna via dei Bardi, ove ancora esiste un palazzo appartenuto a Piero Mannelli. Qui si trova anche la loro celebre Torre dei Mannelli alla testa del Ponte Vecchio, che gli valse anche il nome, talvolta riportato nei documenti, di "Pontigiani" (con o senza la precisazione "della Torre alla coscia del Ponte Vecchio"), o di "Piazzigiani", con riferimento al Borgo di Piazza (via Guicciardini).
La discendenza del cognome è incerta, testi storici asseriscono che derivi da un Mannello ovvero un drappello di uomini forse mercenari. Ma non appena la famiglia divenne importante venne ipotizzato perfino che potesse derivare dalla antica famiglia romana dei Manlii. È comunque quasi certo che da ricchi proprietari terrieri di Fibbiana si inurbarono nel corso del XIV secolo in Firenze.
La famiglia, che certamente si è sempre distinta nell'uso delle armi, ebbe più ramificazioni con differenti interessi politici, infatti nella battaglia di Montaperti nel 1260, una parte dei Mannelli combatté a fianco dei Guelfi, altri con la parte Ghibellina.
Si distinsero anche in altre importanti e storiche battaglie di terra e di mare. Uno di loro, "Ghelo della Gorgiera", era così chiamato perché non si separava mai da quel pezzo d'armatura. Parteciparono a Campaldino, a Montecatini e ad Altopascio; Raimondo Mannelli, nel 1431, riportò una significativa vittoria sui Genovesi nella battaglia di Rapallo, combattuta in mare. 
La storica famiglia dette dieci priori alla Repubblica fiorentina, alcuni podestà e si distinse con molti altri personaggi tra cui:
- Zanobi, tra i protagonisti dei fatti che portarono alla cacciata del Duca di Atene;
- suo figlio Amaretto fu con i Ciompi nella omonima rivolta;
- Luca, dell'ordine dei predicatori, nel 1345 fu vescovo di Osimo e poi di Osimo;
- Francesco, amico del Boccaccio, possedette un'edizione manuale del Decameron;
- Jacopo, detto il Grasso, nel 1344 fu podestà di Montecatini e della val di Nievole;
- Raimondo di Amaretto, capitano di ventura veneziano, nel 1431 riportò una vittoria presso Rapallo contro i genovesi e conseguì l'appartenenza ai Cavalieri di Rodi, ricevendone l'onorificenza; anche il figlio Piero seguì le gesta del padre.

Oltre che uomini d'arme, furono anche valenti banchieri, arricchendosi, come molti altri fiorentini, col commercio estero, in particolare con Avignone. 
Sotto il granducato mediceo ebbero cavalieri di Santo Stefano, senatori e ciambellani di corte.
Nel corso dei secoli i Mannelli ampliano ricchezze e proprietà con l'unione con altre famiglie fiorentine. Nel 1705 Ottavio Galilei nominò erede universale con beni e titoli Jacopo Mannelli (1634-1720) la cui discendenza assume il cognome di Mannelli-Galilei. Nel 1746 furono eredi universali di un ramo dei Gondi, e nel 1796 Pierfrancesco (1751-1831) sposò Anna dei marchesi Riccardi ereditandone parte del patrimonio; loro figlio Giuseppe (1801-1829), sposò Camilla Cattani-Cavalcanti portandone in dote l'eredità. Nel 1848 Guido Nicomede fu erede universale dei marchesi Riccardi di cui acquistò anche il cognome. 
Dal 1751 i Mannelli sono ascritti al patriziato fiorentino. La città di Firenze ha dedicato loro una strada (via dei Mannelli, in zona Campo di Marte).

## Edifici
Al primo Quattrocento risale il rifacimento, da essi sponsorizzato, dell'oratorio della Madonna della Querce a Firenze, in zona Legnaia, di fronte al loro palazzo in via palazzo dei Diavoli; di cui mantennero a lungo il patronato. 
La torre dei Mannelli, che svetta all’estremità del Ponte Vecchio di Firenze, è senza dubbio il più celebre e antico monumento legato alla famiglia. Eretta in posizione strategica, sulle sue fondamenta poggia l’ultima arcata del Ponte Vecchio, la cui costruzione ebbe inizio nel 1341. 
L’episodio più noto che coinvolge la famiglia Mannelli è legato alla tenace opposizione a Cosimo I de' Medici, desideroso di far passare proprio attraverso la loro torre il camminamento sospeso progettato da Giorgio Vasari, destinato a collegare palazzo Vecchio a palazzo Pitti. Fu così che, di fronte al rifiuto dei Mannelli di vedere la loro residenza mutilata, il duca fu costretto – caso raro – a fare buon viso a cattivo gioco, riconoscendo che «ciascheduno è padrone in casa sua». Il Vasari ideò allora un ingegnoso espediente architettonico, facendo deviare il corridoio attorno alla torre, sospeso su grandi mensoloni in pietra, ancora oggi visibili.
Un altro edificio di importanza nella storia della famiglia è la villa Mannelli di Fibbiana, situata a Montelupo Fiorentino. Considerata la "villa ancestrale" della casata, il complesso si compone, oltre che della villa padronale e del suo parco storico, anche di una casa colonica, scuderie, falegnameria, fienile e la cappella Mannelli dedicata a san Gaetano di Thiene. Un tempo, un’antica torre era addossata al corpo principale della villa, ma danneggiata da un fulmine nel 1622, crollò rovinosamente nel 1676. Al suo posto venne successivamente realizzato un coronamento merlato. Nel 1753, Ottavio Galilei, erede del patrimonio Mannelli, commissionò all’architetto pratese Giovanni Fabbroni il rifacimento della facciata della villa. Sempre a metà Settecento si fa risalire la realizzazione dell'orologio, attribuito a Mancini, orologiaio di Fibbiana. Nello stemma in facciata, pur potendo fregiarsi del cognome e delle armi dei Galilei, Ottavio scelse di lasciare in evidenza solo i tre pugnali in banda, simbolo araldico dei Mannelli, a rimarcare l’identità storica della villa e della casata. Lo stemma composito Mannelli-Galilei campeggia invece all’interno della corte della villa, oltre che dipinto e riprodotto sulle grate dorate della cappella.
Dai Galilei ebbero la villa di Malcantone che poi, secoli dopo, gli valse l'intitolazione di una via vicina nella toponomastica fiorentina, via Mannelli.

## Lo stemma

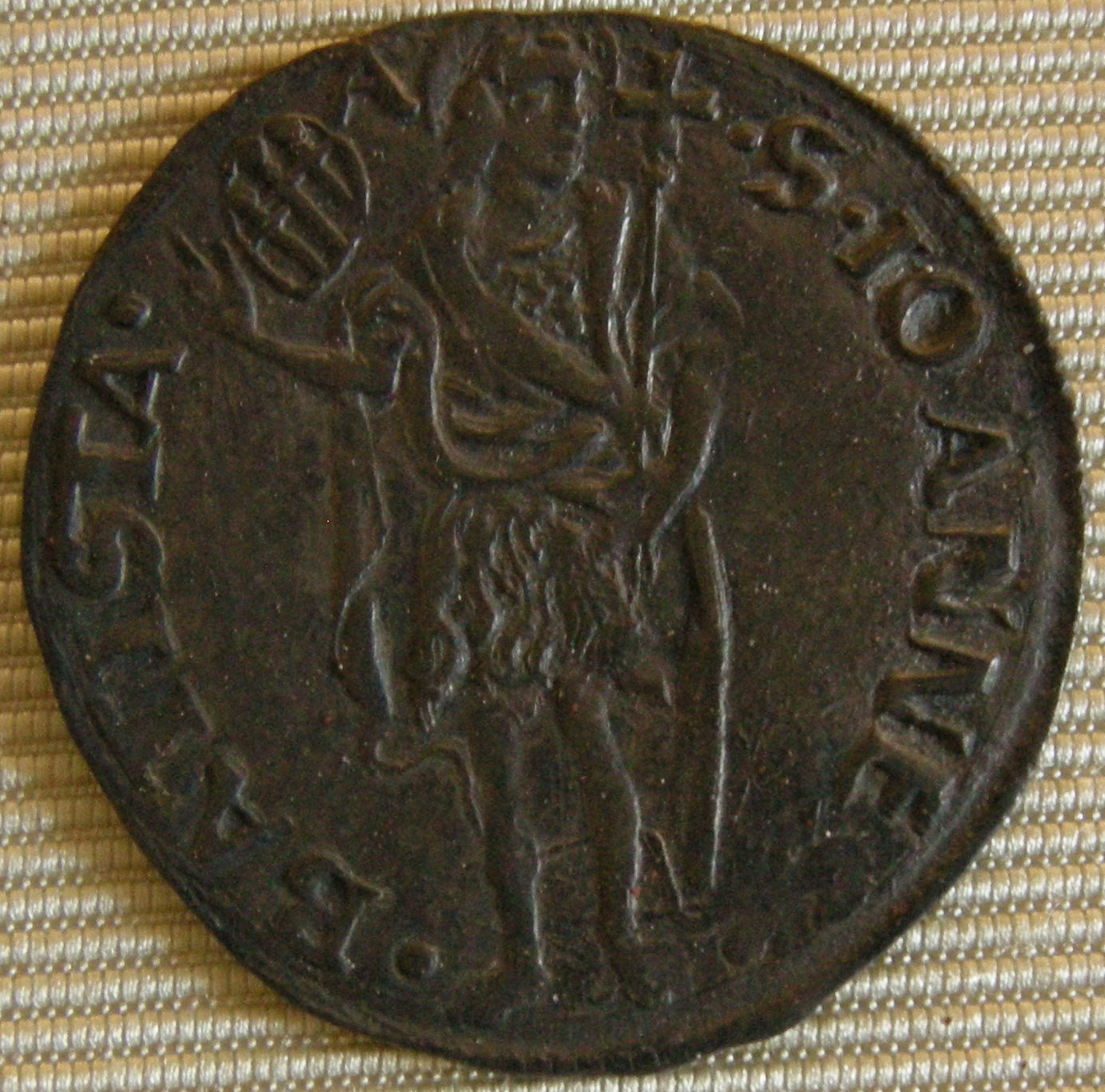
Grossone da 7 soldi fiorentino con stema Mannelli (primo semestre del 1503)

Lo stemma gentilizio della famiglia è costituito da tre pugnali in banda e lo si può osservare nella chiesa di santa Felicita nell'ultima cappella della navata destra, oltre che sui molteplici palazzi appartenuti ai diversi rami della famiglia; interessante la lapide tombale posta in via degli Avelli sul lato esterno del cimitero della basilica di Santa Maria Novella.